# Nicolas Checa
Nicolas Checa (Dobbs Ferry, 19 dicembre 2001) è uno scacchista statunitense.
Ha ottenuto il titolo di Grande Maestro in marzo 2019, all'età di 17 anni e 3 mesi.

## Principali risultati
- 2013 –  ottiene il titolo di campione dello Stato di New York nel 135º campionato ad Albany,  classificandosi primo con 4,5 /6 tra i residenti dello Stato; vinse il GM Alexander Ivanov del Massachusetts con 5 /6 ma non gli fu assegnato il titolo in quanto residente in altro Stato.[2]
- 2015 –  5° nel campionato del mondo U14 a Porto Carras;
- 2017 –  in giugno realizza 6,5 /9 nell'11° Philadelphia International (1a norma di GM);
 In settembre è secondo a Irving con 7 /9 nel North American U20 Championship;[3]
- 2018 –  in agosto realizza 6 /9 nel torneo internazionale di Rockville (2a norma di GM);
 In novembre vince a il torneo GM Norm Invitational di Charlotte con 6,5 /9 (3a norma di GM).
- 2019 –  pari primo con Awonder Liang (2° per tiebreak) nel campionato USA juniores U20 di Saint Louis.[4]